# Sant Isidre de la Presta
Sant Isidre de la Presta és l'església del poble de la Presta, pertanyent a la comuna de Prats de Molló i la Presta, a la comarca del Vallespir (Catalunya del Nord).
Està situada al costat del cementiri del poble de la Presta, al sud-est del petit nucli, a prop d'un calvari.

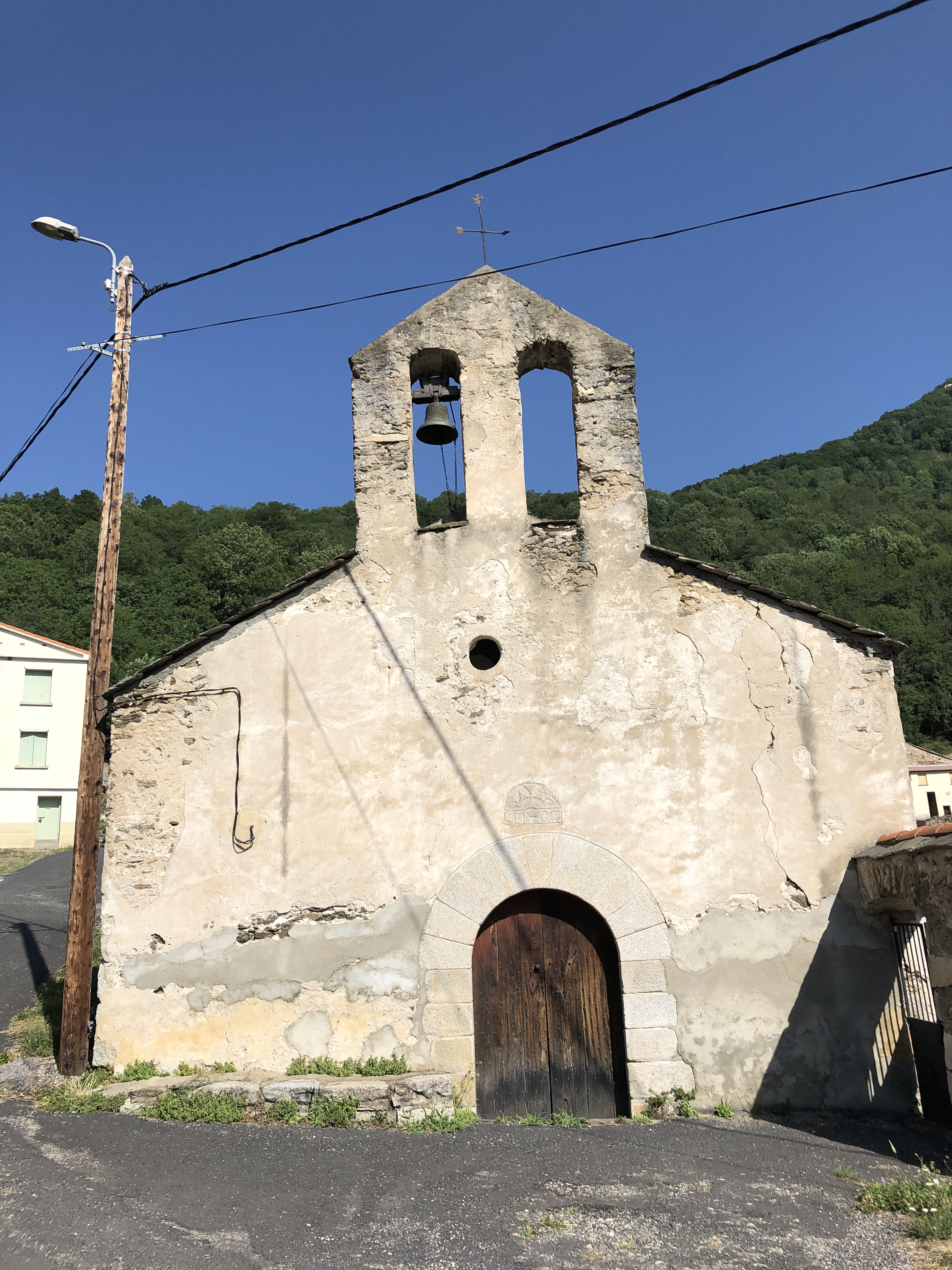
Façana de l'església